# Hapona reinga
Hapona reinga là một loài nhện trong họ Toxopidae.
Loài này thuộc chi Hapona. Hapona reinga được miêu tả năm 1970 bởi Raymond Robert Forster.